# Galaxy 3C
Galaxy 3C (anteriormente denominado de PAS-9 e Galaxy 13) é um satélite de comunicação geoestacionário construído pela Boeing. Ele está localizado na posição orbital de 95 graus de longitude oeste e é operado inicialmente pela Intelsat. Era propriedade da PanAmSat quando a mesma se fundiu com a Intelsat em 2006, prestando serviços para a DirecTV da América Latina; para o serviço Racetrack TV Network DBS e para a DirecWay.  A USDTV usa este satélite para distribuir sua programação (criptografada) para transmissores terrestres. A Rite-Aid, TJ Maxx, e Chevron usam o Galaxy 3C com plataforma VSAT. O satélite foi baseado na plataforma BSS-702 e sua expectativa de vida útil é de 15 anos.

## Lançamento
O satélite foi lançado com sucesso ao espaço no dia 15 de junho de 2002, às 22:39:30 UTC, por meio de um veículo Zenit-3SL a partir da Base de lançamento espacial da Sea Launch, a Odyssey. Ele tinha uma massa de lançamento de 4810 kg.

## Capacidade e cobertura
O Galaxy 3C é equipado com 77 transponders (24 em banda C e 53 em banda Ku) para fornecer transmissão Direct-to-home de vídeo e internet para a América do Norte.

## Ligações externa s
- Lyngsat
- PanAmSat Corporate